# Philippine Leroy-Beaulieu
Philippine Leroy-Beaulieu, född 25 april 1963 i Boulogne-Billancourt, Île-de-France, är en fransk skådespelerska.

## Roller i urval
- 1984 – Mistrals dotter (TV-serie)
- 1985 – Ungkarlsbabyn
- 1989 – Franska revolutionen
- 1993 – Hjälp, min man är på smällen!
- 1995 – Jefferson in Paris
- 2000 – Den lugna staden
- 2000 – Vatel
- 2004 – Två tigerbröder
- 2006 – Love and Other Disasters
- 2015–2018 – Ring min agent! (TV-serie)
- 2020–2024 – Emily in Paris (TV-serie)
- 2022 – The Crown (TV-serie)